# باول ريتشاردز
باول ريتشاردز (بالإنجليزية: Paul Richards)‏ هو لاعب كرة قاعدة أمريكي، ولد في 21 نوفمبر 1908 في وكساهاتشي في الولايات المتحدة، وتوفي بنفس المكان في 4 مايو 1986 بسبب نوبة قلبية.

## وصلات خارجية
- باول ريتشاردز على موقع دوري كرة القاعدة الرئيسي (الإنجليزية)
- باول ريتشاردز على موقعبيزبول رفرنس.كوم (الدوري الرئيسي) (الإنجليزية)
- باول ريتشاردز على موقعبيزبول رفرنس.كوم (الدوري الثانوي) (الإنجليزية)
- باول ريتشاردز على موقع جمعية أبحاث البيسبول الأمريكية (الإنجليزية)
- باول ريتشاردز على موقع قاعة جورجيا للمشاهير الرياضية (مؤرشف) (الإنجليزية)